# Greatest Hits I & II
Greatest Hits I & II — бокс-сет английской рок-группы Queen. Бокс-сет был выпущен 7 ноября 1994 года в США (на лейбле Hollywood Records) и Европе (на лейбле Parlophone).
Одновременно с ним был выпущен видеосборник Greatest Flix I & II, представляющий собой переиздание Greatest Flix и Greatest Flix II с рядом дополнительных клипов.

## О бокс-сете
В него вошли сборники Greatest Hits и Greatest Hits II. Сборники содержат известные хиты группы, такие как «Somebody to Love», «You're My Best Friend» и «Another One Bites the Dust». Однако сборники не содержат других хороших песен группы, таких как «Sheer Heart Attack» из альбома News of the World или «It's Late».
По мнению BBC, первый сборник является одним из самых успешных сборников всех времен, проданный тиражом свыше 25 млн экземпляров. Он охватывает первый этап творчества группы, начиная с «Seven Seas of Rhye» (1974) и заканчивая «Flash» (1980). Хотя, успех второго сборника не дотягивает до первого, но, безусловно, группа проявляет себя во втором этапе творчества по-прежнему хорошо. Сборник, проданный тиражом свыше 16 млн копий, содержит хиты группы последних лет жизни Фредди Меркьюри, такие как «The Show Must Go On», «Innuendo», «Hammer to Fall» и «I Want to Break Free».

## Список композиций

### Greatest Hits
| №                   | Название                              | Автор(ы)            | Альбом               | Длительность |
| ------------------- | ------------------------------------- | ------------------- | -------------------- | ------------ |
| 1.                  | «Bohemian Rhapsody»                   | Фредди Меркьюри     | A Night at the Opera | 5:55         |
| 2.                  | «Another One Bites the Dust»          | Джон Дикон          | The Game             | 3:36         |
| 3.                  | «Killer Queen»                        | Фредди Меркьюри     | Sheer Heart Attack   | 2:57         |
| 4.                  | «Fat Bottomed Girls» (single version) | Брайан Мэй          | Jazz                 | 4:16         |
| 5.                  | «Bicycle Race»                        | Фредди Меркьюри     | Jazz                 | 3:01         |
| 6.                  | «You're My Best Friend»               | Джон Дикон          | A Night at the Opera | 2:52         |
| 7.                  | «Don't Stop Me Now»                   | Фредди Меркьюри     | Jazz                 | 3:29         |
| 8.                  | «Save Me»                             | Брайан Мэй          | The Game             | 3:48         |
| 9.                  | «Crazy Little Thing Called Love»      | Фредди Меркьюри     | The Game             | 2:42         |
| 10.                 | «Somebody to Love»                    | Фредди Меркьюри     | A Day at the Races   | 4:56         |
| 11.                 | «Now I'm Here»                        | Брайан Мэй          | Sheer Heart Attack   | 4:10         |
| 12.                 | «Good Old-Fashioned Lover Boy»        | Фредди Меркьюри     | A Day at the Races   | 2:54         |
| 13.                 | «Play the Game»                       | Фредди Меркьюри     | The Game             | 3:33         |
| 14.                 | «Flash» (single version)              | Брайан Мэй          | Flash Gordon         | 2:48         |
| 15.                 | «Seven Seas of Rhye»                  | Фредди Меркьюри     | Queen II             | 2:47         |
| 16.                 | «We Will Rock You»                    | Брайан Мэй          | News of the World    | 2:01         |
| 17.                 | «We Are the Champions»                | Фредди Меркьюри     | News of the World    | 2:59         |
| Общая длительность: | Общая длительность:                   | Общая длительность: | Общая длительность:  | 57:20        |

### Greatest Hits II
| №                   | Название                    | Автор(ы)                | Альбом              | Длительность |
| ------------------- | --------------------------- | ----------------------- | ------------------- | ------------ |
| 1.                  | «A Kind of Magic»           | Роджер Тейлор           | A Kind Of Magic     | 4:22         |
| 2.                  | «Under Pressure»            | Queen, Дэвид Боуи       | Hot Space           | 3:56         |
| 3.                  | «Radio Ga Ga»               | Тейлор                  | The Works           | 5:43         |
| 4.                  | «I Want It All»             | Queen (Брайан Мэй)      | The Miracle         | 4:01         |
| 5.                  | «I Want to Break Free»      | Джон Дикон              | The Works           | 4:18         |
| 6.                  | «Innuendo»                  | Queen                   | Innuendo            | 6:27         |
| 7.                  | «It's a Hard Life»          | Фредди Меркьюри         | The Works           | 4:09         |
| 8.                  | «Breakthru»                 | Queen (Меркьюри/Тейлор) | The Miracle         | 4:09         |
| 9.                  | «Who Wants to Live Forever» | Брайан Мэй              | A Kind Of Magic     | 4:57         |
| 10.                 | «Headlong»                  | Queen (Мэй)             | Innuendo            | 4:33         |
| 11.                 | «The Miracle»               | Queen (Меркьюри)        | The Miracle         | 4:54         |
| 12.                 | «I'm Going Slightly Mad»    | Queen (Меркьюри)        | Innuendo            | 4:07         |
| 13.                 | «The Invisible Man»         | Queen (Тейлор)          | The Miracle         | 3:58         |
| 14.                 | «Hammer to Fall»            | Мэй                     | The Works           | 3:40         |
| 15.                 | «Friends Will Be Friends»   | Меркьюри, Дикон         | A Kind Of Magic     | 4:08         |
| 16.                 | «The Show Must Go On»       | Queen (Мэй)             | Innuendo            | 4:23         |
| 17.                 | «One Vision»                | Queen                   | A Kind Of Magic     | 4:02         |
| Общая длительность: | Общая длительность:         | Общая длительность:     | Общая длительность: | 75:57        |

## Чарты
| Чарты              | Пиковая позиция | Неделя |
| ------------------ | --------------- | ------ |
| Австрия            | 30              | 4      |
| Нидерланды         | 14              | 35     |
| Бельгия (Фландрия) | 36              | 8      |
| Бельгия (Валлония) | 47              | 1      |
| Австралия          | 50              | 1      |
| Новая Зеландия     | 2               | 17     |

## Сертификации
| Страна    | Организация | Сертификация |
| --------- | ----------- | ------------ |
| США       | RIAA        | Золотой      |
| Германия  | BVMI        | Золотой      |
| Швейцария | IFPI        | Золотой      |
| Франция   | SNEP        | Золотой      |